# Rickenbach (Thurgovie)
Pour les articles homonymes, voir Rickenbach.
Rickenbach est une commune suisse du canton de Thurgovie, située dans le district de Münchwilen.

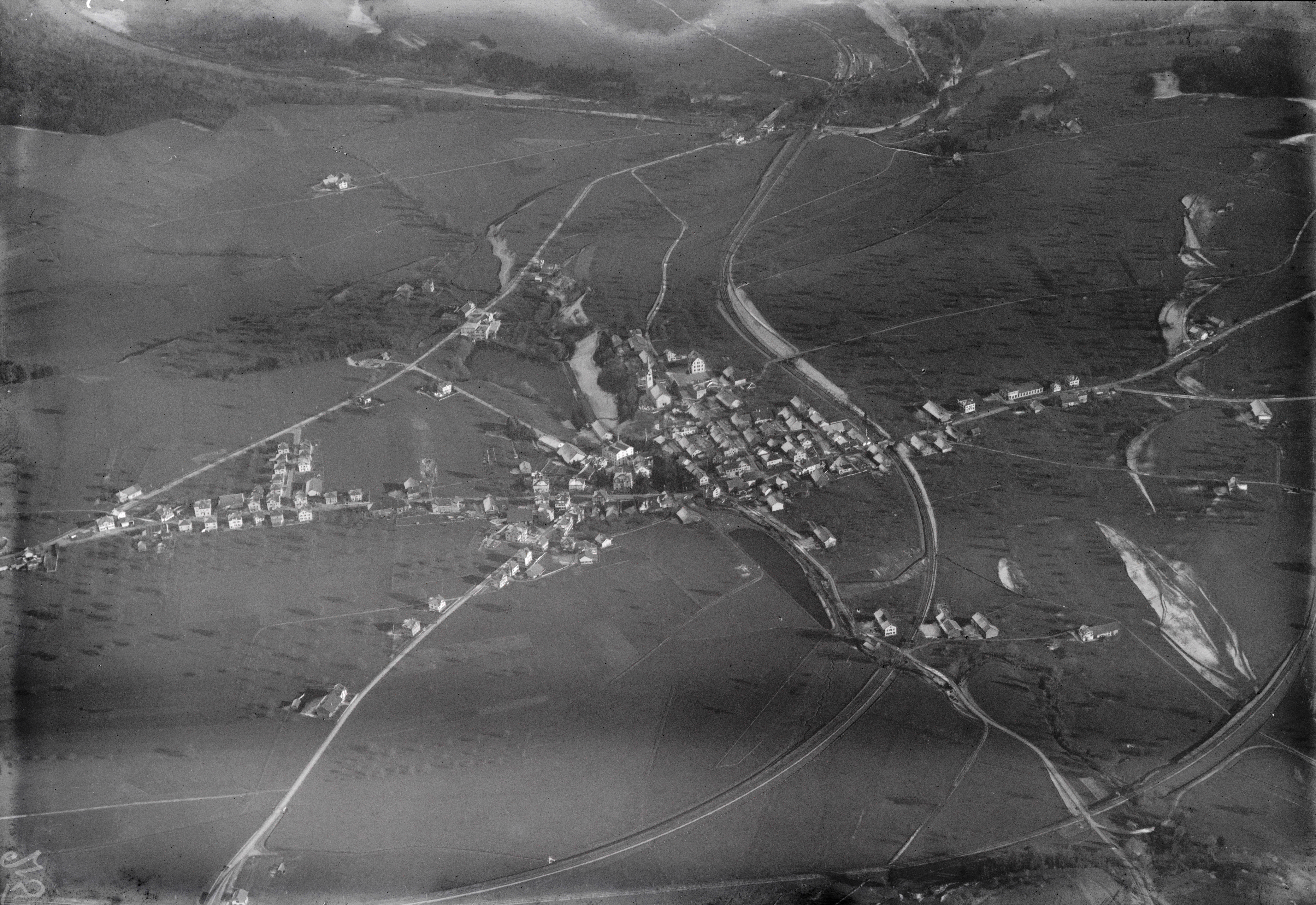
Photo aérienne prise à 600 m par Walter Mittelholzer (1923).